# Горбан (комуна)
Горбан (рум. Gorban) — комуна у повіті Ясси в Румунії. До складу комуни входять такі села (дані про населення за 2002 рік):
- Горбан (799 осіб)
- Гура-Бохотін (471 особа)
- Збероая (355 осіб)
- Поду-Хаджулуй (662 особи)
- Скопошень (686 осіб)

Комуна розташована на відстані 312 км на північний схід від Бухареста, 48 км на південний схід від Ясс.

## Населення
За даними перепису населення 2002 року у комуні проживали 2973 особи.
Національний склад населення комуни:
| Національність | Кількість осіб | Відсоток |
| -------------- | -------------- | -------- |
| румуни         | 2971           | 99,9%    |
| угорці         | 1              | < 0,1%   |
| українці       | 1              | < 0,1%   |

Рідною мовою назвали:
| Мова       | Кількість осіб | Відсоток |
| ---------- | -------------- | -------- |
| румунська  | 2971           | 99,9%    |
| угорська   | 1              | < 0,1%   |
| українська | 1              | < 0,1%   |

Склад населення комуни за віросповіданням:
| Релігія     | Кількість осіб | Відсоток |
| ----------- | -------------- | -------- |
| православні | 2955           | 99,4%    |
| адвентисти  | 16             | 0,5%     |
| реформати   | 1              | < 0,1%   |
| лютерани    | 1              | < 0,1%   |